# جيرزي وجسيك
جيرزي وجسيك (بالبولندية: Jerzy Wójcik)‏ هو كاتب سيناريو ومصور سينمائي ومخرج بولندي، ولد في 12 سبتمبر 1930 في نوفي سونتس في بولندا، وتوفي في 3 أبريل 2019 في وارسو في بولندا.

## وصلات خارجية
- جيرزي وجسيك على موقع IMDb (الإنجليزية)
- جيرزي وجسيك على موقع ألو سيني (الفرنسية)
- جيرزي وجسيك على موقع أول موفي (الإنجليزية)
- جيرزي وجسيك على موقع قاعدة بيانات الأفلام السويدية (السويدية)
- جيرزي وجسيك على موقع قاعدة بيانات الفيلم (الإنجليزية)
- جيرزي وجسيك على موقع كينوبويسك (الروسية)